# Guido Tabellini
Guido Enrico Tabellini (Torino, 26 gennaio 1956) è un economista italiano.

Dal 3 novembre 2022 è vicepresidente dell'Università commerciale Luigi Bocconi di Milano, di cui è stato anche rettore da novembre 2008 a ottobre 2012.

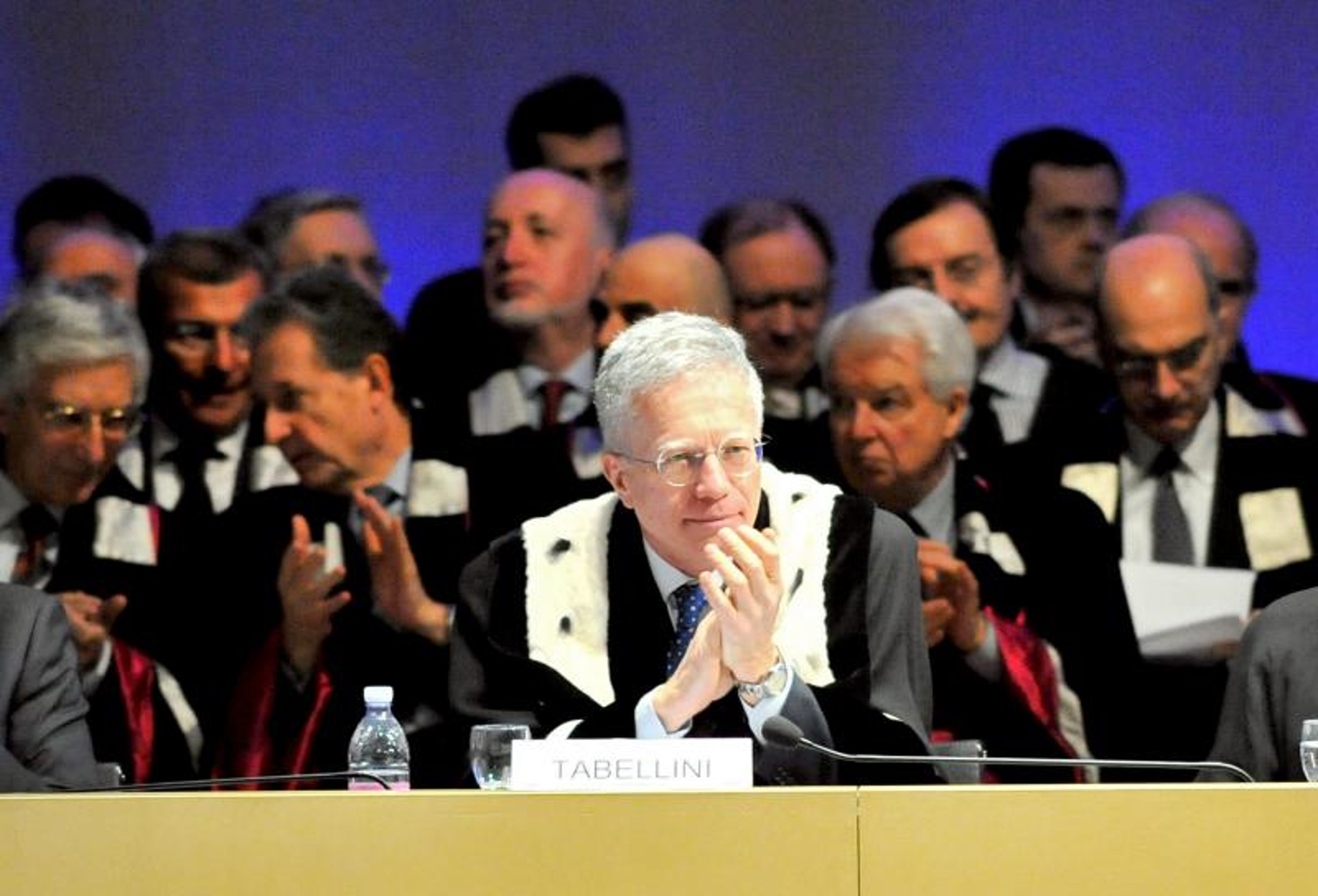
Guido Tabellini nelle vesti di rettore

## Biografia
Laureato in Economia nel 1980 all'Università degli Studi di Torino, ha conseguito nel 1984 il dottorato presso la UCLA negli Stati Uniti, dove ha in seguito lavorato cinque anni come assistant professor e associate professor presso la Stanford University. Rientrato in Italia, è stato professore ordinario di Economia politica alle università di Cagliari (1990-1991) e Brescia (1991-1994) prima di passare all'Università Bocconi, presso la quale insegna dal 1994, ricoprendo dal 2013 l'Intesa SanPaolo Chair in Political Economics. Dal 2003 al 2008 ha diretto l'istituto IGIER, afferente all'università e fa parte di altri istituti analoghi di ricerca economica come la Econometric Society e il Canadian institute for advanced research. Nel 2013 ha fatto parte della commissione di trentacinque esperti nominata dal presidente del consiglio Enrico Letta incaricata di redigere il disegno di legge sulle riforme costituzionali. Collabora con Il Sole 24 ore e  la Repubblica e ha scritto articoli per importanti giornali d'economia come il Wall Street Journal e il Financial Times.

## Attività scientifica
È autore di monografie e di articoli scientifici. I suoi contributi sono nel campo della macroeconomia, dell'economia monetaria e della politica economica, soprattutto nell'analisi del rapporto fra istituzioni politiche e crescita economica.
Di rilievo è l'articolo pubblicato con Torsten Persson, Political Economics – Explaining Economic Policy, che ha ricevuto più di 5900 citazioni. Nell'opera, pubblicata quando l'approccio alla political economy non era univoco da parte degli economisti, i due autori, rifacendosi alle teorie della politica macroeconomica, della scelta pubblica e della scelta razionale, hanno individuato un comune metodo di analisi e sono arrivati a significativi risultati nel delineare i maggiori argomenti di indagine della political economy.
Secondo il suo profilo di Google Scholar, il suo H-Index nel 2020 è pari a 83, con oltre 57.000 citazioni all'attivo.Dal 14 aprile 2025 inizia la collaborazione con il quotidiano la repubblica.

## Pensiero
Sul piano politico non ha mai espresso il supporto diretto ad un partito specifico, sebbene intervenga spesso su questioni di politica economica. A questo proposito ha contestato le proposte, rispettivamente di Salvini e Di Maio, in merito alla flat tax e al reddito di cittadinanza, ritenendoli rimedi inefficaci.
In seguito alla crisi del 2008, si è espresso in difesa del lavoro svolto dalle banche centrali, sostenendo che la crisi sia "scoppiata per errori di regolamentazione e supervisione" e che le banche centrali siano riuscite a smorzare effetti persino più gravi.

## Opere
- Is inequality harmful for growth?, in: "American Economic Review", 84, 600-621, 1994, (insieme a T. Persson).
- Political Economics – Explaining Economic Policy, MIT Press, 2000, (insieme a T. Persson).
- L'Italia in Gabbia, Bocconi University Press, Milano, 2008.
- The scope of cooperation: values and incentives, in "Quarterly Journal of Economics" 123, no. 3, August 2008: 905–50.
- Emotions and Political Unrest, in "J. Polit. Econ." 125, no. 3, June 2017 (insieme a F. Passarelli).

## Premi e riconoscimenti
- Premio Yrjö-Jahnsson (2001)[2][10]

Per il suo contributo in political economics e macroeconomia, come anche in corporate finance e organizzazione industriale.
- Distinguished Fellow, CES, University of Munich[5]
- Schumpeter Haberler Distinguished Fellow: onorificenza assegnata a vita dall'IEA ad economisti che hanno dato un contributo straordinario alla disciplina, soprattutto nel campo dello sviluppo economico internazionale. Insieme a Tabellini sono stati premiati Esther Duflo e Richard Baldwin.[11]